# Machaonia haitiensis
Machaonia haitiensis är en måreväxtart som beskrevs av Ignatz Urban och Erik Leonard Ekman. Machaonia haitiensis ingår i släktet Machaonia och familjen måreväxter.
Artens utbredningsområde är Haiti. Inga underarter finns listade i Catalogue of Life.